# Déols
Déols és un municipi francès, situat a la regió del Centre - Vall del Loira, al departament de l'Indre.
Vegeu també: Senyoria de Déols